# Старе місто (Ульцинь)
Старе місто Ульциня (чорн. Stari grad Ulcinj, алб. Kalaja e Ulqinit) — середньовічне місто-фортеця та історичне ядро сучасного міста Ульцинь (Чорногорія). Оточене великим муром, Старе місто простягається на високому скелястому мисі, що омивається з трьох сторін Адріатичним морем. У східній частині міста розташовується замок Калайя, у північному крилі якого знаходяться ворота фортеці, які були єдиним входом у місто з боку суші. У замку в даний час діють археологічний та етнографічний музеї Ульциня, домінантою замку й всього Старого міста є вежа Балшича, в якій влаштована художня галерея. Башта Балшича (розташована на верхньому, найвищому рівні) — цитадель-фортеця з вежею, що панує над старим містом та навколишньою місцевістю. Вона пов'язана з останніми представниками династії Балшичів, заможної родини з району Шкодера, яка зробила Ульцинь своєю резиденцією з кінця XIV і до початку XV століття. Пізніше османи побудували третій поверх Балшицької вежі, а також кулястий купол на першому поверсі. Будівля вважається однією з найбільш репрезентативних будівель середньовічної архітектури Чорногорії. У наші дні будівля використовується як галерея або місце для організації вечорів поетів.
Поруч із вежею знаходиться будівля колишнього католицького собору Діви Марії, в якому в Середньовіччя розташовувалася кафедра єпископа Ульциня (в наші дні в будівлі собору діє археологічний музей). Із південної сторони від Старого міста знаходиться бухта (обмежена з півдня мисом Ратислав), в якій розташовується малий міський пляж (Мала плажа, чорн. Mala plaža).
За повідомленням інформаційного порталу Ul-info, в травні 2015 року уряд Чорногорії почав процедуру включення Старого міста Ульциня до попереднього списку об'єктів світової спадщини ЮНЕСКО.